# Delmar (Iowa)
Delmar es una ciudad situada en el condado de Clinton, en el estado de Iowa, Estados Unidos. Según el censo de 2010 tenía una población de 525 habitantes.

## Geografía
Según la Oficina del Censo de los Estados Unidos, la localidad tiene un área total de 1,97 km², la totalidad de los cuales 1,97 km² corresponden a tierra firme.

## Demografía
Según el censo de 2010, había 525 personas residiendo en la localidad. La densidad de población era de 266,5 hab./km². Había 227 viviendas con una densidad media de 115,23 viviendas/km². El 96,95 % de los habitantes eran blancos, el 1,52 % afroamericanos, el 0,19 % amerindios, el 0,19 % asiáticos y el 1,14 % pertenecía a dos o más razas. El 1,52 % de la población eran hispanos o latinos de cualquier raza.